# Abdelkader Taleb Omar
Abdelkader Taleb Omar en árabe: عبدالقادرطالبعمر‎ (El Aaiún, Sahara español; 1951) es un político saharaui. Desde el 29 de octubre de 2003 hasta el 4 de febrero de 2018 fue primer ministro de la República Árabe Saharaui Democrática.

## Biografía

### Trayectoria política
Veterano líder del Frente Polisario, vive en los campos de refugiados de Tinduf, Argelia. Ha sido gobernador del campo de Esmara, responsable de las Comunidades del Exterior y de los Territorios Ocupados, ministro del Interior, ministro de Equipamiento y ministro de Información. En 1995 fue presidente del parlamento, el Consejo Nacional Saharaui.
Fue elegido primer ministro en el XI Congreso del Frente Polisario celebrado en Tifariti el 29 de octubre de 2003. El 30 de diciembre de 2011 fue designado para un nuevo mandato por el presidente de la RASD Mohamed Abdelaziz.
Ha sido un firme defensor del denominado Plan Baker de las Naciones Unidas para la independencia de su país.
Actualmente esta designado como embajador saharaui en Argelia.